# Jefferson Vieira da Silva
Jefferson Vieira da Silva (Londrina, 25 de agosto de 1970) é um ex-futebolista brasileiro que atuava como lateral-esquerdo.

## Vida Pessoal
Jefferson foi revelado pelo Botafogo-SP atuou por Botafogo-RJ, Palmeiras, Cerro Porteño, Vasco, Sport, Bahia e Atlético-MG. Jefferson também chegou atuar pela Seleção Brasileira, no dia 29 de Março de 1995, a partida foi realiza em Goiânia, no Estádio Serra Dourada, a sua única participação pela Seleção foi contra a Seleção Hondurenha de Futebol, e terminou empatada em 1–1.
O Jogador contraiu uma doença rara Síndrome de Behçet a doença paralisou todos os movimentos do corpo do atleta. Com auxílio de fisioterapia e da hidroterapia, o lateral vem retomando alguns movimentos.

## Títulos
Palmeiras
- Campeonato Brasileiro: 1993,[3]
- Campeonato Paulista: 1993,[4] 1994
- Torneio Rio-São Paulo: 1993

Cerro Porteño
- Campeonato Paraguaio: 1994

Botafogo
- Taça Cidade Maravilhosa: 1996
- Copa Rio-Brasília: 1996
- Copa Nippon Ham: 1996
- III Torneio Presidente da Rússia: 1996
- Troféu Teresa Herrera: 1996
- Campeonato Carioca: 1997
- Taça Rio: 1997
- Taça Guanabara: 1997
- Torneio Rio-São Paulo: 1998

Bahia
- Campeonato Baiano: 1999, 2001
- Copa do Nordeste: 2001